# (3444) Stepanian
(3444) Stepanian (1980 RJ2) – planetoida z pasa głównego asteroid okrążająca Słońce w ciągu 4,09 lat w średniej odległości 2,55 j.a. Odkrył ją Nikołaj Czernych 7 września 1980 roku.